# Faye Dunaway
Dorothy Faye Dunaway (f. 14. januar 1941) er en amerikansk skuespiller.

## Udvalgt filmografi
- Bonnie og Clyde (1967)
- En god dag at dø (1970)
- Chinatown (1974)
- Network (1976, Oscar for bedste kvindelige hovedrolle)
- Barfly (1987)
- The Twilight of the Golds (1997, tv-film)
- Jeanne d'Arc (1999)
- Balladyna (2009)